# Аврелий Кота (трибун 49 пр.н.е.)
Аврелий Кота (на латински: Aurelius Cotta) е политик на Римската република през края на 1 век пр.н.е. Произлиза от фамилията Аврелии, клон Кота.
През 49 пр.н.е. Аврелий Кота е народен трибун. В началото на неговата служба избухва гражданската война между Цезар и сенатското множество с ръководството на Помпей. Консулите от тази година Гай Клавдий Марцел и Луций Корнелий Лентул Крус са привърженици на Помпей и през януари напускат Рим и отиват при него в Епир, Гърция.